# Rue de la violence
Pour plus de détails, voir Fiche technique et Distribution.
Rue de la violence ou Polices parallèles en action (Milano trema: la polizia vuole giustizia) est un film policier italien réalisé par Sergio Martino, sorti en 1973.
Le film se déroule à Milan, dans les années 1970. Devant la lenteur et le laxisme de la loi face au crime, et en colère contre une institution poussiéreuse et corrompue, le commissaire Giorgio Caneparo, flic rebelle et coriace, use de la manière forte pour que justice soit faite, quitte à avoir des problèmes avec sa hiérarchie. Un jour, Caneparo est réprimandé à la suite d'une échauffourée lors d'un transport de prisonniers qui a causé la mort de deux détenus en fuite, tous les deux tués par ce dernier. Seul son supérieur immédiat continue à la défendre mais, peu de temps après, il est abattu en pleine rue par de mystérieux meurtriers. Après s'en être violemment pris à un représentant de la République, venu présenter ses hommages aux policiers milanais et réaffirmer leur devoir de justice et non de vengeance, Caneparo est immédiatement suspendu. Pour le venger, il décide de mener sa propre enquête incognito en s’infiltrant au cœur de la pègre locale qu'il pense être responsable de la mort de son ancien supérieur. Quand l'heure sera venue, il pourra ainsi faire justice à armes égales avec des tueurs sans limite dirigés par le terrible Padulo.

## Synopsis
Giorgio Caneparo est un commissaire de police aux méthodes plutôt tranchantes : en raison de son comportement, il vient d'être muté de Milan à Novare. Un matin, alors qu'il rentre d'un service de nuit, il est appelé à intervenir dans la capture de deux évadés qui, au cours d'un transfert, ont sauvagement assassiné l'escorte de carabiniers ainsi qu'un père et sa fillette dont ils ont volé la voiture. Les évadés se réfugient dans une zone rurale mais sont bientôt repérés par la police ; lorsqu'ils se rendent en levant les mains en signe de reddition, Caneparo les abat quand même tous les deux.
Renvoyé à Milan, Caneparo reçoit une série d'avertissements de la part de son collègue et ami, le commissaire Del Buono, qui lui révèle également son enquête en cours sur une série de vols dans le nord de l'Italie, derrière lesquels il soupçonne une mystérieuse organisation de se cacher. Peu après, alors qu'il rentre chez lui, Del Buono est abattu par un tueur. En raison du meurtre des deux condamnés, Caneparo est suspendu de ses fonctions, mais décide d'enquêter seul sur l'assassinat de son collègue.
Pour mener à bien ses investigations, Caneparo décide d'infiltrer la pègre, d'abord en s'acoquinant avec une prostituée, afin de faire croire qu'il est proxénète. Il est ensuite recommandé par un voyou, Monsùmerda, à la bande de malfaiteurs qui organise les vols. Il rencontre ensuite Padulo, l'organisateur des différents vols, à qui il se propose comme chauffeur, mais qui, méfiant, refuse. Il se lie également d'amitié avec une jeune fille marginale, Maria (qu'il appelle Maria Ex), qui a une liaison avec un homme lié à l'organisation.
Padulo organise un braquage de banque qu'il confie à trois de ses hommes dans une Citroën DS noire. Caneparo intercepte les radios de la police, ce qui provoque l'intervention de plusieurs voitures de police sur les lieux et fait échouer le braquage. Il s'ensuit une course-poursuite au cours de laquelle les trois voleurs perdent la vie. Padulo décide ensuite de faire essayer son Iso Grifo au policier. Stupéfait par son habileté, il le recrute immédiatement. Ils réalisent ainsi un nouveau braquage de banque, qui réussit parfaitement. Une fois de plus, la course-poursuite s'engage, Caneparo étant au volant d'une BMW 1800. Une fois les flics perdus, le commissaire décide d'emmener ses trois complices directement au commissariat, révélant ainsi son identité de policier. Le chef des voleurs est abattu par des agents, tandis que les deux autres sont arrêtés. Reconnaissant son héroïsme, il est réintégré dans ses fonctions.
Poursuivant son enquête, il découvre que Padulo est en réalité le docteur Salussoglia, un professionnel bien connu de Bergame, et tente par tous les moyens de mettre au jour son identité criminelle, mais sans succès. Caneparo, furieux, retrouve Salussoglia et les deux commencent à se battre : au cours de la bagarre, Salussoglia tombe et se cogne violemment la tête. A l'hôpital, la mort cérébrale est constatée et Caneparo est officiellement recherché pour tentative de meurtre. Le commissaire, remarquant la présence d'un cigare identique à ceux que Salussoglia fumait dans la maison de Viviani où il s'était réfugié, se rend compte de son implication et lui fait croire que Salussoglia est toujours en vie et que sa mort cérébrale n'est qu'une ruse pour apaiser l'organisation qui attend de l'interroger.
Viviani tombe dans le piège et envoie le même tueur qui a tué Del Buono à l'hôpital pour tuer Salussoglia, avant d'être tué à son tour par Caneparo, blessé dans la fusillade. Accueilli en héros, le commissaire reçoit la visite de Viviani, qui lui révèle à la fois sa participation à l'organisation et les objectifs de celle-ci, à savoir semer la terreur dans toute l'Italie, dans le but de réaliser un coup d'État : Viviani lui propose d'y adhérer, avec l'assentiment de Caneparo. Après sa sortie de l'hôpital, il rejoint Viviani et lui fait savoir qu'il ne veut pas vraiment faire partie de l'organisation et qu'il a l'intention de venger les nombreux morts : l'ancien collègue s'enfuit en voiture et, au cours de la poursuite, tombe dans un talus où il meurt. Caneparo, conscient d'avoir agi en dehors de la loi, se livre aux agents arrivés sur les lieux.

## Fiche technique
- Titre : Rue de la violence
- Autres titres : Polices parallèles en action ou Toute la ville tremble ou La violence appelle l'ordre ou Milan 9, on a tué le commissaire[1]
- Titre original : Milano trema: la polizia vuole giustizia[2]
- Réalisation : Sergio Martino
- Scénario : Ernesto Gastaldi
- Montage : Eugenio Alabiso
- Musique : Guido et Maurizio de Angelis
- Photographie : Giancarlo Ferrando
- Production : Luciano Martino et Carlo Ponti
- Société de production : Dania Film et Compagnia Cinematografica Champion
- Société de distribution : Interfilm
- Pays d'origine :  Italie
- Langue originale : italien
- Format : couleur
- Genre : policier et drame
- Durée : 104 minutes
- Dates de sortie : 
  - Italie : 22 août 1973
  - France : 2 mars 1977

## Distribution
- Luc Merenda (VF : Marc de Georgi) : commissaire Giorgio Caneparo
- Richard Conte (VF : Claude Joseph) : Padulo « Salassolio »
- Silvano Tranquilli (VF : Gabriel Cattand) : Gianni Viviani
- Carlo Alighiero (VF : William Sabatier) : commissaire Nicastro
- Martine Brochard (VF : Arlette Thomas) : Maria
- Chris Avram (VF : Edmond Bernard) : commissaire Del Buono
- Luciano Bartoli (VF : Jean Roche) : Giacomo
- Lia Tanzi (VF : Michelle Bardollet) : la prostituée
- Antonio Casale (crédité comme Anthony Vernon) (VF : Claude Joseph) : Casardi
- Luciano Rossi : Cruciani
- Steffen Zacharias (VF : André Valmy) : Monsomerda
- Bruno Corazzari (VF : Pierre Trabaud) : un truand
- Ezio Sancrotti (VF : Henry Djanik) : Giulani

## Production
Les premières scènes du film ont été tournées à Novare, et la cathédrale et les arcades du centre-ville sont clairement reconnaissables. Le reste du film est tourné à Milan ainsi que quelques scènes à Rome.

## Accueil
Distribué par Interfilm, le film est un succès au box-office italien avec un total de 2 154 632 entrées soit 1 162 424 000 lires italiennes, ce qui le place 59e du Box-office Italie 1973-1974.
En 2009, le magazine Empire l'a classé 9e dans un sondage sur les « 20 plus grands films de gangsters que vous n'avez jamais vus (*probablement) » .